# Gilberto García
Gilberto Antonio García Piña (ur. 24 stycznia 1969 w San Juan de la Maguana) – dominikański judoka. Dwukrotny olimpijczyk. Zajął dwudzieste miejsce w Seulu 1988 i 35. w Barcelonie 1992. Walczył w wadze ekstralekkiej
Brązowy medalista mistrzostw panamerykańskich w 1988. Wicemistrz igrzysk Ameryki Środkowej i Karaibów w 1990 roku.

## Letnie Igrzyska Olimpijskie 1988
| Konkurencja | Eliminacje      | Klas. końcowa |
| Konkurencja | Przeciwnik I    | Miejsce       |
| ----------- | --------------- | ------------- |
| 60 kg       | Lee Kan (HKG) P | 20.           |

## Letnie Igrzyska Olimpijskie 1992
| Konkurencja | Eliminacje           | Klas. końcowa |
| Konkurencja | Przeciwnik I         | Miejsce       |
| ----------- | -------------------- | ------------- |
| 60 kg       | Rui Ludovino (POR) P | 35.           |